# Skepta
Joseph Junior Adenuga (Londen, 19 september 1982), bekend onder zijn artiestennaam Skepta, is een Brits MC uit Tottenham, Londen. Zijn jongere broer is eveneens een MC onder de naam Jme.
Adenuga werkt als diskjockey en muziekproducent voor Noord-Londense Grimeartiesten, waaronder Roll Deep en Boy Better Know. In 2016 won hij de Mercury Prize voor zijn vierde album Konnichiwa. De naam Skepta is afgeleid van het Engelse woord Sceptre ((nl)  Scepter), een soort staf.

## Discografie

### Studioalbums
| Jaar | Details                                                                 | Hoogste positie | Hoogste positie |
| Jaar | Details                                                                 | UK              | UK R&B          |
| ---- | ----------------------------------------------------------------------- | --------------- | --------------- |
| 2007 | Greatest Hits - Uitgave: 17 september 2007 - Label: Boy Better Know     | —               | —               |
| 2009 | Microphone Champion - Uitgave: 1 juni 2009 - Label: Boy Better Know     | —               | —               |
| 2011 | Doin' It Again - Uitgave: 31 januari 2011 - Label: All Around the World | 19              | 2               |
| 2016 | Konnichiwa - Uitgave: 31 mei 2016 - Label: All Around the World         | 2               | 2               |
| 2019 | Ignorance Is Bliss - Uitgave: 31 mei 2019 - Label: Boy Better Know      | 2               | 1               |

### Mixtapes
- Joseph Junior Adenuga (2006)
- Been There Done That (2010)
- Deal Or No Deal (2011)

### Singles
| Jaar | Single                                | Hoogste positie | Hoogste positie | Album               |
| Jaar | Single                                | UK              | UK R&B          | Album               |
| ---- | ------------------------------------- | --------------- | --------------- | ------------------- |
| 2008 | "Rolex Sweep"                         | 86              | —               | Microphone Champion |
| 2009 | "Sunglasses at Night"                 | 64              | 17              | Microphone Champion |
| 2009 | "Too Many Man" (met Boy Better Know)  | 79              | —               | Microphone Champion |
| 2010 | "Bad Boy"                             | 26              | 8               | Doin' It Again      |
| 2010 | "Rescue Me"                           | 14              | 6               | Doin' It Again      |
| 2010 | "Cross My Heart" (met Preeya Kalidas) | 31              | 8               | Doin' It Again      |
| 2011 | "So Alive"(met N-Dubz)                | 99              | 26              | Doin' It Again      |
| 2011 | "Amnesia"                             | 164             | -               | Doin' It Again      |
| 2015 | "Shutdown"                            | 39              | 0               | Konnichiwa          |

### Remixes
- 2010: Origineel van Diddy-Dirty Money: "Hello Good Morning" (Grime Remix)